# Birgit Küstner
Birgit Küstner (gebürtig Birgit Beismann; * 25. Mai 1950 in Lauenburg/Elbe) ist eine beamtete Angehörige des Öffentlichen Dienstes und ehemalige Politikerin (SPD).

## Leben
Birgit Küstner wurde in Lauenburg geboren. Sie legte im Jahr 1969 das Abitur in Lauenburg ab und absolvierte anschließend bis 1972 eine Ausbildung zur Beamtin des gehobenen Dienstes in Hamburg. Nach ihrer Ausbildung war sie bis 1982 in Hamburg in der Senatskanzlei und im Staatsarchiv der Freien und Hansestadt Hamburg tätig. Im Jahr 1986 trat sie der SPD bei. Von 1982 bis 1988 war sie Personalratsvorsitzende bei den Senatsämtern, anschließend leitete sie bis 1992 das Bürgerbüro in der Senatskanzlei.
Bei der Landtagswahl am 5. April 1992 erhielt sie mit 47,4 Prozent der abgegebenen Stimmen das Direktmandat im Landtagswahlkreis Lauenburg-Süd und wurde in den Landtag Schleswig-Holsteins gewählt; von ihrer Tätigkeit im öffentlichen Dienst ließ sie sich beurlauben. In der Legislaturperiode war sie Mitglied im Wirtschafts- und im Sozialausschuss und gehörte der Enquête-Kommission zur Verbesserung der Effizienz der öffentlichen Verwaltung an.
Bei der Wahl am 24. März 1996 errang sie erneut das Direktmandat, diesmal mit 41,6 Prozent der Stimmen. Sie war erneut Mitglied des Sozialausschusses sowie Mitglied beziehungsweise stellvertretendes Mitglied des Wirtschaftsausschusses. Außerdem war sie von 1998 bis 2000 Mitglied des Europaausschusses und stellvertretendes Mitglied im Innen- und Rechtsausschuss sowie 1999/2000 des Pallas-Untersuchungsausschusses.
In den Jahren 1993 bis 2000 gehörte sie dem Richterwahlausschuss an, nachdem sie zuvor stellvertretendes Mitglied gewesen war.
Nach dem Ausscheiden aus dem Landtag im Jahr 2000 kehrte sie in den öffentlichen Dienst der Hansestadt Hamburg zurück. Dort ist sie in der Senatskanzlei in der Abteilung Internationale Zusammenarbeit für Ostseepolitik und Ostseekoordination zuständig.